# Nesophontes submicrus
Nesophontes submicrus é uma espécie extinta de mamífero da família Nesophontidae. Conhecida de Cuba. A data de extinção não é determinada.